# مومیل‌استون ب
مومیل‌استون ب (به انگلیسی: Momilactone B) با فرمول شیمیایی C۲۰H۲۶O۴ یک ترکیب شیمیایی است. که جرم مولی آن ۳۳۰٫۴۱۸۰ g/mol می‌باشد. 